# Carmen Kass

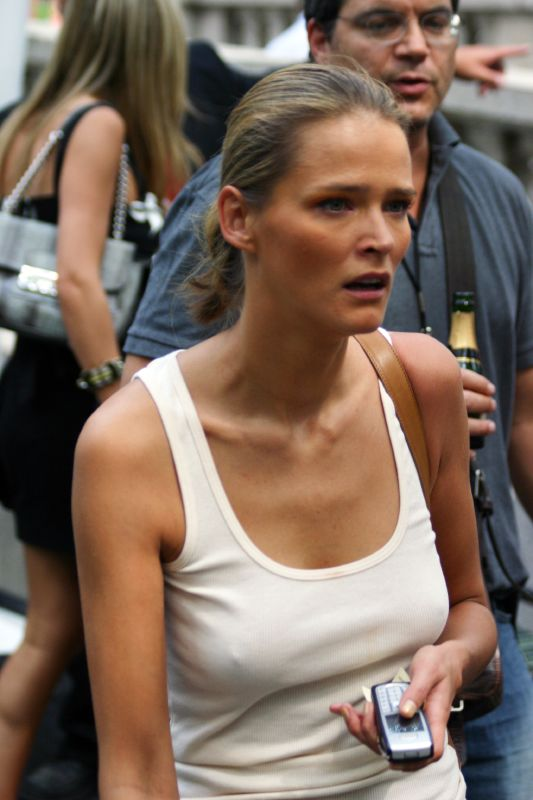
Carmen Kass mit ihrem Freund Eric Lobron, 2007

Carmen Kass (* 14. September 1978 in Tallinn, Estnische SSR) ist ein estnisches Topmodel und eine Schachfunktionärin.

## Modelkarriere
Carmen Kass wuchs im Ort Mäo in der Nähe von Paide auf. Im Alter von 18 Jahren verließ Carmen Kass ihre Heimatstadt und zog nach Paris. Seitdem war sie auf zahlreichen Titelseiten von Zeitschriften zu sehen, etwa Vogue (Frankreich), Elle (Australien), Image (Großbritannien), Madame Figaro, Numéro France und Vogue (USA). Sie posierte für viele große Modemarken, unter anderem Marc Jacobs, Michael Kors, Calvin Klein, Ralph Lauren, Donna Karan, Dolce & Gabbana, Gucci, Prada, Versace, Fendi, Chanel, Chloé, Valentino, Louis Vuitton und Givenchy.
Aufsehen erregte im Jahre 2003 ein freizügiges Werbeplakat der Modefirma Gucci, das einen teilentblößten Intimbereich mit in G-Form rasierten Schamhaaren zeigte. Die dahinter stehende Werbestrategie wollte wohl zwischen dem G-Punkt und der G-Initiale von Guccis Unternehmenslogo eine Assoziation insinuieren. Angeblich soll die Frau auf dem Plakat Carmen Kass sein. Offiziell bestätigt hat Kass dies jedoch nie; mehrere Quellen verweisen auf die Dänin Louise Pedersen.

## Schach-Engagement

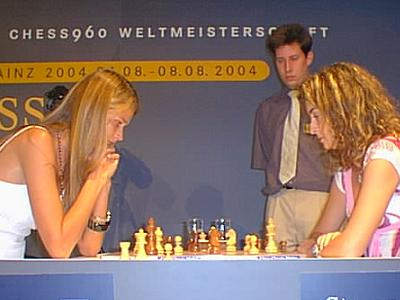
Carmen Kass (links), Mainz 2004.

Kass, die Tochter eines Schachlehrers ist und das Spiel bereits in ihrer Kindheit erlernte, wurde 2004 Präsidentin des Schachverbandes von Estland. Ihre Popularität nutzt sie dazu, das Schachspiel zu popularisieren. Sie ist ein gern eingeladener Ehrengast bei zahlreichen internationalen Turnieren. Von 2004 bis 2014 war sie mit dem deutschen Schachgroßmeister Eric Lobron liiert.

## Politisches Engagement
Im Februar 2004 trat sie der konservativen Partei Res Publica bei und trat bei der Wahl zum Europäischen Parlament an, wurde jedoch nicht gewählt.

## Weitere Tätigkeiten
Im Jahr 2001 spielte sie sich selbst in Ben Stillers Komödie Zoolander. 2004 spielte Kass in dem estnischen Mystery-Thriller Täna öösel me ei maga (dt. Wir werden heute Nacht nicht schlafen) von Ilmar Taska mit.